# NGC 5511
NGC 5511 este o galaxie spirală situată în constelația Boarul. A fost descoperită în 10 mai 1883 de către .